# Kameanka, Oceac
Kameanka (în ucraineană Кам'янка) este localitatea de reședință a comunei Kameanka din raionul Oceac, regiunea Mîkolaiiv, Ucraina.

## Demografie
Componența lingvistică a localității Kameanka
     Ucraineană (92,76%)
     Rusă (4,67%)
     Alte limbi (1,12%)
Conform recensământului din 2001, majoritatea populației localității Kameanka era vorbitoare de ucraineană (92,76%), existând în minoritate și vorbitori de rusă (4,67%).